# 2000 AS70
2000 AS70 är en asteroid i huvudbältet som upptäcktes den 5 januari 2000 av LINEAR i Socorro County, New Mexico.
Asteroiden har en diameter på ungefär 13 kilometer och den tillhör asteroidgruppen Dora.